# Øster Søgade
Øster Søgade er en gade i Indre By i København, der går fra Søtorvet til Lille Triangel. Gaden ligger i forlængelse af Vester Søgade og Nørre Søgade, og de tre gader er under et kendt som Søgaderne. Gaden blev navngivet i 1873. Ordet Øster i navnet skal ses som en parallel til Øster Farimagsgade og Øster Voldgade.
På den vestlige side ligger gaden langs med Sortedams Sø, den nordligste af Søerne. Søen er delt i to af dæmningen af Fredensbro. Fredensbro er forbundet med Sølvgade og Webersgade i et tæt trafikeret kryds, der nærmest deler Øster Søgade i to ligesom søen. Omkring krydset ligger der nogle traditionelle etageejendomme fra slutningen af 1800-tallet på den østlige side af gaden. I nr. 32 ligger ejendommen Rørholm, der stod færdig i 1884.
På det meste af stykket mellem Søtorvet og Sølvgade ligger gaden på den østlige side langs med bagsiden af det tidligere Kommunehospitalet. Hospitalet blev opført af Københavns Kommune i 1859-1863 som et af de første byggerier i området udenfor de gamle volde. Hospitalet var en del af forbedringen af byens sundhedsforhold, inspireret af koleraepidemien i 1853. Hospitalet lukkede i 1999, og nu holder Københavns Universitets Center for Sundhed og Samfund til i bygningerne.
Fra Webersgade og det meste af stykket videre nordpå ligger gaden langs med kvarteret Kartoffelrækkerne. Langs en stribe sidegader mellem Øster Søgade og Øster Farimagsgade ligger der her den ene husrække efter den anden, der blev opført efter tegninger af Frederik Bøttger af Arbejdernes Byggeforening i 1873-1899. De blev oprindeligt opført for at skaffe sunde hjem til byens arbejdere men hører nu til byens mere eksklusive kvarterer. Navnet hentyder dels til at de første gader anlagdes i et område, hvor der blev dyrket kartofler sidst i 1700-tallet, og dels til at de lige gulbrune husrækker minder om rækker af hyppede kartofler.
Umiddelbart nordfor Kartoffelrækkerne ligger friskolen Bordings Friskole, der flyttede ind her i 1964. De overtog stedet fra det private Østersøgades Gymnasium, der havde ligger der siden 1895. På det sidste stykke videre til Lille Triangel ligger der traditionelle etageejendomme. Lille Triangel er et fembenet kryds, hvor Øster Søgade møder Øster Farimagsgade, Østerbrogade og Classensgade.